# Daniel David Turner
Daniel David Turner fue un oficial de la Armada de los Estados Unidos con un destacado desempeño en la Guerra anglo-estadounidense de 1812 que se desempeñó como comandante de la estación naval de su país en el Atlántico Sur a mediados del siglo XIX.

## Biografía
Daniel David Turner, nacido en 1794 en Richmond, Staten Island, ingresó en la armada estadounidense el 1 de enero de 1808. 
Después de servir brevemente en la estación naval de Nueva York paso al USS Constitution, afectado a la Estación del Atlántico Norte. 
El 8 de junio de 1812, poco antes del inicio de la Guerra anglo-estadounidense de 1812, asumió el mando de una cañonera con apostadero en Norwich, Connecticut.
El 14 de marzo de 1813 fue enviado al puerto de Sackett, Nueva York, para asumir el mando del bergantín USS Niagara, asignado al escuadrón de Oliver Hazard Perry. El 16 de marzo recibió los despachos de teniente. 
Justo antes de la Batalla del Lago Erie (10 de septiembre de 1913) asumió el mando del pequeño bergantín USS Caledonia que tuvo un importante papel en la batalla ya que sus dos cañones largos de 24 libras fueron los únicos capaces de responder el distante fuego británico que castigaba al buque insignia de Perry, el USS Lawrence. Su actuación en la victoria le valió a Turner los elogios de Perry, un el agradecimiento y una medalla del Congreso y una espada de parte del estado de Nueva York. 
En el verano boreal de 1814 asumió el mando de la goleta USS Scorpion con la que operó en los lagos Erie y Hurón en apoyo de las operaciones sobre Detroit y contribuyendo al bloqueo de las fuerzas británicas desplegadas sobre el río Nottawasaga y en lago Simcoe. 
El 6 de septiembre de 1814 Turner y sus oficiales fueron capturados al abordar la goleta Tigress sin saber que había caído en manos británicas. Tras permanecer detenido en Fuerte Mackinac pudo regresar a sus filas gracias a un intercambio de prisioneros.
Entre 1815 y 1817 Turner operó en el mar Mediterráneo sirviendo en la fragata USS Java bajo el mando de Oliver Hazard Perry. Durante su servicio participó de las acciones estadounidenses en la costa de Argelia y Trípoli contra los piratas berberiscos.
Entre 1819 y 1824, Turner estuvo al mando de la goleta USS Nonsuch, agregado a un escuadrón al mando de Perry. A los efectos de contener la actividad de los piratas en el mar Caribe, escoltó a Perry en una misión diplomática ante Simón Bolívar. Al regresar Perry contrajo fiebre amarilla muriendo en la colonia británica de Trinidad el 23 de agosto de 1819. Durante los siguientes años operó con el Nonsuch en las Indias Occidentales reprimiendo la piratería y en 1824 efectuó un breve crucero por el Mediterráneo. 
Después de servir en Boston, regresó al mar en 1827 comandando el USS Erie, asignado al escuadrón de las Indias Occidentales. En 1830 regresó a tierra permaneciendo tres años en los astilleros de la marina en Portsmouth.
El 3 de marzo de 1835 fue promovido a capitán. El 1 de marzo de 1839 volvió a asumir el mando de un buque de la armada, el Constitution, integrando el escuadrón del Pacífico hasta su relevo el 8 de noviembre de 1841. Durante su misión tuvo oportunidad de ejercer el mando del escuadrón al morir a bordo el comodoro Alexander Claxton.
Entre 1843 y 1846 comandó la estación naval de Brasil. A su llegada a Río de Janeiro en octubre de 1844 tuvo noticias del incidente del USS Congress y debió partir con urgencia al Río de la Plata para resolver el grave conflicto diplomático con la Confederación Argentina provocado por el comandante del USS Congress Philip Falkerson Voorhees. 
Finalizada su comisión, regresó como comandante a los astilleros de Portsmouth. Falleció repentinamente el 4 de febrero de 1850 en Filadeldia y fue inhumado en el cementerio de Greenmount en Baltimore, Maryland.
Los destructores de la marina estadounidense USS Turner (DD-259), USS Turner (DD-648) y USS Turner (DD-834) recibieron su nombre en homenaje al comodoro Daniel Turner.